# 1933
1933 (MCMXXXIII) fue un año común comenzado en domingo según el calendario gregoriano.

## Acontecimientos
- Concluye la hambruna soviética de 1932-1933 afectó a las mayores áreas productoras de granos de la Unión Soviética, en particular las entonces repúblicas socialistas soviéticas de Ucrania y Kazajistán.

### Acontecimientos (enero a junio)
- 4 de enero: frente a la costa francesa, un incendio destruye el transatlántico francés Atlantic.
- 5 de enero: en San Francisco (Estados Unidos) empieza la construcción del puente Golden Gate.
- 11 de enero: en Casas Viejas (Cádiz) tienen lugar los Sucesos de Casas Viejas, alzamiento anarquista, dura reacción del gobierno de Azaña y represión por la Guardia Civil.
- 11 de enero: el aviador Charles Kingsford Smith realiza el primer vuelo comercial entre Australia y Nueva Zelanda.
- 15 de enero: en España, la violencia política causa casi 100 muertes.
- 17 de enero: el Congreso de los Estados Unidos derrota por una mayoría de dos tercios al presidente Herbert Hoover y vota a favor de la independencia de Filipinas ―invadida y sojuzgada por Estados Unidos―.
- 29 de enero: en la ciudad de Rosario (Argentina) es secuestrado Marcelo Enrique Martín, uno de los hijos del millonario empresario suizo Julio Ulises Martín (1862-1934), dueño de la Yerbatera Martín. A las 4:30 del 31 de enero, su hermano Alberto pagará su rescate en el Cruce Alberdi y Marcelo Martín será liberado.[1]
- 30 de enero: en Alemania, el presidente Paul von Hindenburg nombra canciller a Adolf Hitler. Véase Machtergreifung.
- 30 de enero: en París (Francia), Édouard Daladier forma su Gobierno.
- 30 de enero: en los Estados Unidos se estrena el programa radial de western The Lone Ranger (el Llanero Solitario).
- En enero, en Londres (Reino Unido), Harry Beck presenta en público su diagrama del metro de Londres.

- 1 de febrero: en Berlín (Alemania), Adolf Hitler da su discurso «Proclamación al pueblo alemán».
- 3 de febrero: en Nicaragua concluye la guerra civil, con un tratado de paz firmado por Augusto César Sandino (jefe de las fuerzas revolucionarias) y el presidente Juan Bautista Sacasa.
- 4 de febrero: en Hyde Park (Londres), 50 000 personas se manifiestan contra el paro.
- 5 de febrero: en las Indias Orientales Neerlandesas, marineros amotinados secuestran el acorazado Zeven Provincien.
- 6 de febrero: en la aldea de Oimiakón (en el medio de Siberia, 470 km al norte del mar de Ojotsk) la temperatura llega hasta –67.7 °C (–89.9 °F); es el récord mundial de frío en una localidad poblada desde que se registran temperaturas hasta la actualidad. La temperatura más baja del planeta (–89,2 °C) se registró en la base Vostok (Antártida).
- 13 de febrero: en España se desata una huelga general de alumnos de las escuelas de ingenieros y arquitectos por la aprobación de la ley sobre aparejadores.
- 15 de febrero: en Miami (Estados Unidos), Giuseppe Zangara intenta asesinar al presidente electo Franklin D. Roosevelt, pero en su lugar hiere mortalmente al alcalde de Chicago, Anton Cermak.
- 16 de febrero: en Alemania, la empresa Krupp pone a punto el motor diésel.
- 17 de febrero: en los Estados Unidos se publica por primera vez la revista Newsweek.
- 20 de febrero: en el teatro Serrano de Gandía se celebra un acto público en pro del estatuto valenciano.
- 24 de febrero: en España, las Cortes ratifican la confianza al Gobierno por 173 votos contra 130 en el debate de los sucesos de Casas Viejas.
- 24 de febrero: la reunión extraordinaria de la Sociedad de Naciones delibera sobre el conflicto chino-japonés y amonesta a Japón por su proceder.
- 27 de febrero: en Alemania, el albañil neerlandés Marinus van der Lubbe incendia el edificio del Reichstag.

- 1 de marzo: gran éxito de la película Violetas imperiales, protagonizada por Raquel Méller.
- 1 de marzo: en Barcelona (España) se inauguran las viviendas de la Casa Bloc.
- 2 de marzo: en Radio City Music Hall y el cine RKO Roxy ―en Nueva York― se estrena la versión original de King Kong, protagonizada por Fay Wray.
- 2 de marzo: presentación del programa de Renovación Española, primer partido monárquico que se constituyó en la Segunda República.
- 3 de marzo: en la costa de Sanriku, Japón, un terremoto de 8,4, seguido de un tsunami, causan la muerte de más de 3.000 personas.
- 3 de marzo: en China se inaugura la Universidad Ching Yun.
- 3 de marzo: en los Estados Unidos se inaugura el Monumento Nacional Monte Rushmore.
- 4 de marzo: en Estados Unidos, el demócrata Franklin D. Roosevelt toma posesión como presidente. En su discurso inaugural dice: «A lo único que hay que tenerle miedo es al miedo mismo».
- 5 de marzo: en Alemania, el Partido Nazi gana las elecciones con el 43.9 % de los votos.
- 5 de marzo: en el marco de la Gran Depresión, el president Franklin D. Roosevelt declara un feriado bancario ―cerrando todos los bancos del país y congelando todas las transacciones financieras― hasta el 13 de marzo.
- 6 de marzo: en Grecia, el general Nikolaos Plastiras ―al enterarse de que las elecciones le otorgan una reducida mayoría― da un golpe de Estado e implanta una dictadura.
- 6 de marzo: en los Estados Unidos fallece Anton Cermak, alcalde de Chicago, por las heridas recibidas el 15 de febrero en el atentado contra el presidente electo Franklin D. Roosevelt.
- 9 de marzo: en los Estados Unidos, en el marco de la Gran Depresión, el Congreso comienza sus 100 días de debate para votar la legislación del New Deal, propuesta por el presidente Franklin D. Roosevelt.
- 10 de marzo: en Long Beach (California) se registra un terremoto de 6,4 que deja a 120 muertos.
- 22 de marzo: en Dachau (a 13 km de Múnich, en el sur de Alemania) se inaugura el campo de concentración de Dachau, el primer campo de prisioneros de los nazis.
- 22 de marzo: en los Estados Unidos ―en el marco de la Gran Depresión―, el presidente Franklin Delano Roosevelt firma una enmienda a la ley Volstead ―conocida como Ley Cullen-Harrison―, que permite la manufactura y venta de «cerveza 3.2» (con un 3.2 % de alcohol por peso, que equivale aproximadamente a un 4 % de alcohol por volumen) y vinos de bajo contenido alcohólico.
- 23 de marzo: en Alemania, el Reichstag aprueba una ley por la que se conceden plenos y excepcionales poderes al Gobierno de Hitler
- 24 de marzo: el Reichstag vota otorgar plenos poderes a Adolf Hitler.
- 24 de marzo: en Nueva York (Estados Unidos), manifestantes judíos exigen un boicot contra los productos alemanes en respuesta a la persecución a la que son objeto los judíos en la Alemania nazi.
- 26 de marzo: ―en el marco de la Guerra colombo-peruana― se da el Combate de Güeppí, con avance colombiano.
- 27 de marzo: Japón se retira de la Sociedad de Naciones e invade el territorio de la República de China.
- 31 de marzo: en los Estados Unidos ―en el marco de la Gran Depresión― el presidente Franklin D. Roosevelt establece el Cuerpo Civil de Conservación con la misión de aliviar el catastrófico desempleo.
- Marzo: en Uruguay se lleva a cabo la Revolución de Marzo, encabezada por Gabriel Terra (1873-1942), acompañado de bomberos, oficiales de policía y civiles.

- 1 de abril: en Alemania, el recién elegido líder nazi Julius Streicher organiza un boicot de un día contra todos los negocios judíos en el país (en respuesta al boicot de los judíos estadounidenses en contra de las persecuciones de los nazis en Alemania).
- 1 de abril: en el estado de Chihuahua (México) se funda la ciudad de Delicias.
- 2 de abril: en Santander, el que fuera palacio de verano del rey Alfonso XIII se convierte en la Universidad Internacional de La Magdalena (hoy Universidad Internacional Menéndez Pelayo).
- 5 de abril: en los Estados Unidos ―en el marco de la Gran Depresión― el presidente Franklin D. Roosevelt declara una emergencia nacional y decreta la Orden Ejecutiva 6102, que prohíbe a los ciudadanos estadounidenses poseer grandes cantidades de oro.
- 11 de abril: el aviador británico Bill Lancaster despega desde Inglaterra, en un intento por batir el récord de velocidad hasta el Cabo de Buena Esperanza, pero nunca llega a destino. (Su cuerpo será encontrado momificado en el desierto del Sahara el 12 de febrero de 1962).
- 21 de abril: en la Alemania nazi el Gobierno prohíbe el shojet (ritual kosher de la religión judía).

- 23 de abril: Un terremoto de 6,4 sacude la isla griega de Cos dejando un saldo de 181 fallecidos.
- 26 de abril: en Alemania, Hermann Göring establece la policía secreta nazi Gestapo.
- 30 de abril: en Perú, después de pasar revista a los reservistas que pelearían en la Guerra colombo-peruana, el presidente Luis Miguel Sánchez Cerro es acribillado por el aprista Abelardo Mendoza Leyva en su auto presidencial a las afueras del Hipódromo de Santa Beatriz, horas después moriría, constituyéndose un magnicidio.
- 2 de mayo: en Alemania ―en el marco del Gleichschaltung (control totalitario sobre los ciudadanos)― Adolf Hitler prohíbe los sindicatos.
- 2 de mayo: en Madrid se inaugura el Colegio Nacional de Ciegos, instalado en el palacio de Napoleón, donde este había tenido su cuartel general.
- 3 de mayo: en Irlanda, el Dáil Éireann (la cámara baja del parlamento) aprueba una ley que deroga el juramento de fidelidad a la Corona británica.
- 3 de mayo: en los Estados Unidos, Nellie Tayloe Ross se convierte en la primera mujer nombrada directora de la Casa de Moneda de los Estados Unidos.
- 5 de mayo: en los Laboratorios Bell, situados en la localidad estadounidense de Holmdel (Nueva Jersey), Karl Jansky descubre ondas de radio provenientes del centro de nuestra galaxia (la Vía Láctea). Este descubrimiento se considera el inicio de la radioastronomía.
- 6 de mayo: en Sichuan, China muere el hombre supuestamente más longevo del mundo, Li Ching Yuen, a los 256 años de edad.
- 8 de mayo: en India, Mahatma Gandhi comienza una huelga de hambre, debido al maltrato de los indios hinduistas y de los invasores británicos contra los parias. Durará tres semanas.
- 10 de mayo: Paraguay declara la guerra a Bolivia. La Guerra del Chaco será el conflicto bélico más sangriento del siglo XX en Sudamérica (100 000 muertos entre ambos bandos).
- 10 de mayo: en Berlín (Alemania), el régimen nazi quema 20 000 libros de autores que figuraban en su lista negra.
- 17 de mayo: en Noruega, Vidkun Quisling y Johan Bernhard Hjort forman el Nasjonal Samling (el Partido Nacional-Socialista).
- 17 de mayo: en Madrid se aprueba la ley de confesiones y congregaciones religiosas.
- 18 de mayo: en los Estados Unidos ―en el marco del New Deal― el presidente Franklin Delano Roosevelt firma una ley que crea la Autoridad del Valle del Tennessee.
- 20 de mayo: en Osaka (Japón) se abre el Metro de Osaka.
- 26 de mayo: en España se crea la denominación de origen Jerez.[2]
- 26 de mayo: en Alemania, el Partido Nazi introduce una ley para legalizar la esterilización eugenética.
- 28 de mayo: en Irán, la Asamblea de Consulta Nacional ratifica una nueva concesión petrolera por 60 años a la Compañía Anglo-Persa de Petróleo.

- 19 de junio: en Chile, se crea la Policía de Investigaciones de Chile
- 21 de junio: en Alemania, Adolf Hitler prohíbe todos los partidos no nazis.
- 25 de junio: en la isla indonesia de Sumatra se produce un terremoto de 7,7 que deja miles de muertos.

### Acontecimientos (julio a diciembre)
- 9 de julio: en la provincia de Upsala (Suecia) se registra la temperatura más alta en la Historia de ese país: 38 °C (100,4 °F). Ese récord se repetirá otra vez el 29 de junio de 1947.
- 20 de julio: el secretario de Estado de la Santa Sede, Eugenio Pacelli (más tarde papa Pío XII), firma un concordato con Hitler.
- 7 de agosto: en la masacre de Simele (Irak), más de 3000 iraquíes asirios son asesinados por soldados iraquíes.
- 12 de agosto: la dictadura cubana de Gerardo Machado es derrocada por un movimiento popular, que alcanza su apogeo en una huelga general asumiendo el poder un gobierno provisional al mando de Carlos Manuel de Céspedes y Quesada.
- 25 de agosto: en la localidad china de Dieshi (Sichuan), un terremoto mata a 9.300 personas.
- 30 de agosto al 15 de septiembre: a 400 km al noroeste de Asunción (Paraguay) ―en el marco de la Guerra del Chaco― se libra la batalla de Campo Grande, en la cual una división paraguaya logra cercar y rendir a dos regimientos bolivianos.
- 30 de agosto: en Marienbad (Checoslovaquia) un grupo de nazis hiere mortalmente al filósofo judío alemán Theodor Lessing (61), que fallecerá al día siguiente.
- 3 de septiembre: en España, Alejandro Lerroux forma un nuevo Gobierno.
- 4 de septiembre: en Cuba, Fulgencio Batista dirige la Revolución de los Sargentos, y el gobierno provisional es reemplazado por el gobierno del presidente Ramón Grau San Martín.
- 8 de septiembre: en España, como consecuencia de los sucesos de Casas Viejas, dimite el primer gobierno de Manuel Azaña.
- 25 de septiembre: Se terminó la Guerra colombo-peruana.
- 26 de septiembre: en México, un huracán devasta la ciudad de Tampico, dejando a su paso más de mil muertos.
- 10 de octubre: se estrena el filme Jinetes del destino, primera de las películas protagonizadas por John Wayne para Lone Star Productions.
- 17 de octubre: el científico judeoalemán Albert Einstein escapa de la Alemania nazi y llega a Estados Unidos, donde vivirá el resto de su vida como refugiado. Obtiene un puesto en el Instituto para Estudios Avanzados, en Princeton.
- 21 de octubre: la Alemania nazi abandona la Sociedad de Naciones.
- 29 de octubre: en España, José Antonio Primo de Rivera en el Teatro de la Comedia pronuncia el Discurso de fundación de Falange Española donde establece las bases del «pensamiento» joseantoniano.
- 8 de noviembre: en los Estados Unidos ―en el marco del New Deal―, el presidente Roosevelt crea la Administración de Obras Civiles, una organización que dará trabajos temporales (solo durante este invierno, hasta el 31 de marzo de 1934) a cuatro millones de desempleados.
- 18 de noviembre: en Venezuela, el aviador estadounidense Jimmy Angel sobrevuela el Salto Ángel (979 metros), pero recién un par de años después (el 24 de marzo de 1935) es acompañado por un fotógrafo, que da a conocer al mundo su descubrimiento.
- 19 de noviembre: en España, se realiza por primera vez el sufragio universal en las elecciones generales que darían la victoria a los partidos de derechas.
- 20 de noviembre: Un fuerte terremoto de 7,4 sacude Groenlandia y Canadá.
- 8 de diciembre: se estrena la película El camino de Sagebrush, protagonizada por John Wayne.
- 11 de diciembre (lunes): en el cerco de Campo Vía ―a 400 km al noroeste de Asunción y 60 km al norte de la frontera con Argentina― que comenzó el jueves 7, el ejército paraguayo vence al ejército boliviano. Culmina la batalla de Alihuatá-Zenteno (librada desde el 23 de octubre).
- 29 de diciembre: en Rumania, miembros de la Guardia de Hierro asesinan al antifascista primer ministro Ion Gheorghe Duca.

## Nacimientos

### Enero
- 2 de enero: Joe Orton, dramaturgo británico (f. 1967).
- 3 de enero: Carlos Muñoz, actor colombiano (f. 2016).
- 8 de enero: Juan Marsé, escritor español (f. 2020).
- 14 de enero: Úrsula Schmidt, (escritora y ensayista germana-puertorriqueña (f. 2018).
- 15 de enero: Werner Winsemann, árbitro de fútbol canadiense.
- 16 de enero: Julio Medina, actor colombiano.(f.2024)
- 16 de enero: Susan Sontag, escritora estadounidense (f. 2004).
- 21 de enero: Julieta Serrano, actriz española.
- 22 de enero: Carlos Revilla, doblador español (f. 2000).
- 25 de enero: Orángel Delfín, actor venezolano (f.2001).
- 27 de enero: Jerry Buss, propietario de Los Angeles Lakers (f. 2013).
- 30 de enero: Humberto Ortiz, actor y guionista argentino, compañero del Capitán Piluso (f. 1982).
- 31 de enero: Bernardo Provenzano, criminal italiano (f. 2016).

### Febrero
- 2 de febrero: Orlando Cachaíto López, bajista cubano, de la banda Buena Vista Social Club (f. 2009).
- 2 de febrero: Than Shwe, dictador y militar birmano.
- 5 de febrero: Miguel d’Escoto, diplomático, sacerdote católico y político nicaragüense, expresidente de la Asamblea General de la ONU.(f.2017).
- 5 de febrero: Milos Milutinovich, futbolista y entrenador serbio (f. 2003).
- 6 de febrero: Horacio Galloso, locutor y periodista argentino (f. 2012).
- 13 de febrero: Kim Novak, actriz estadounidense.
- 13 de febrero: Costa-Gavras, cineasta francés de origen griego.
- 13 de febrero: Alberto Rabadá, escalador español (f. 1963).
- 16 de febrero: Enzo Viena, actor argentino.(f.2005).
- 18 de febrero: Yōko Ono, cantautora y guitarrista japonesa, esposa de John Lennon.
- 18 de febrero: Bobby Robson, futbolista y entrenador inglés (f. 2009).
- 18 de febrero: Mary Ure, actriz escocesa (f. 1975).
- 21 de febrero: Nina Simone, cantante estadounidense (f. 2003).

### Marzo
- 2 de marzo: José Luis Pellicena, actor español (f. 2018).
- 2 de marzo: Meki Megara, pintor marroquí (f. 2009).
- 3 de marzo: Marco Antonio Muñiz, cantante y compositor mexicano.
- 3 de marzo: Alfredo Landa, actor español (f. 2013).
- 8 de marzo: Luca Ronconi, actor, director de teatro y de ópera italiano.(f 2015).
- 8 de marzo: Fernando González Bernáldez, ecólogo español (f. 1992).
- 8 de marzo: Carmen de Mairena, actriz transexual española.(f. 2020)
- 9 de marzo: Lloyd Price, cantante y pianista de blues estadounidense (f. 2021).
- 12 de marzo: Jesús Gil, empresario y político español (f. 2004).
- 13 de marzo: Álvaro Menen Desleal, cuentista y dramaturgo salvadoreño (f. 2000).
- 14 de marzo: Michael Caine, actor británico.
- 14 de marzo: Vladas Douksas, futbolista uruguayo.(f 2015).
- 14 de marzo: Quincy Jones, músico estadounidense.(f 2024).
- 18 de marzo: Sergio Pitol, escritor mexicano.(f. 2018).
- 19 de marzo: Felipe Carbonell, humorista español.(f.2021).
- 19 de marzo: Renée Taylor, actriz estadounidense.
- 23 de marzo: John Taylor, piloto de automovilismo británico (f. 1966).
- 28 de marzo: Frank Murkowski, político estadounidense.
- 30 de marzo: Braulio Castillo, actor puertorriqueño (f. 2015).
- 31 de marzo: Nichita Stănescu, poeta rumano (f. 1983).

### Abril
- 12 de abril: Montserrat Caballé, cantante española.(f 2018).
- 12 de abril: Óscar Acosta, escritor, crítico literario, político y diplomático hondureño (f 2014).
- 15 de abril: Elizabeth Montgomery, actriz estadounidense (f. 1995).
- 22 de abril: Cayito Aponte, humorista y actor venezolano.(f. 2018).
- 24 de abril: Raúl Velasco, locutor de televisión mexicana (f. 2006).
- 26 de abril: Carol Burnett, actriz estadounidense.
- 27 de abril: Bob Bondurant, piloto estadounidense de automovilismo (f. 2021).
- 29 de abril: Rod McKuen, poeta estadounidense (f. 2015).
- 30 de abril: Willie Nelson, músico estadounidense.

### Mayo
- 3 de mayo: James Brown, cantante estadounidense más conocido como el padrino del Soul y el papá del Funk (f.2006)
- 4 de mayo: Manuel Pareja Obregón, compositor español (f. 1995).
- 18 de mayo: Bernadette Chirac, política francesa.
- 23 de mayo: Joan Collins, actriz y escritora británica.
- 31 de mayo: Henry B. Eyring, administrador de educación y líder religioso estadounidense.

### Junio
- 9 de junio: Marisa de Leza, actriz española.(f.2020).
- 9 de junio: Montserrat Gudiol Corominas, pintora española (f. 2015)
- 11 de junio: Gene Wilder, actor estadounidense (f. 2016).
- 11 de junio: Josef Paul Kleihues, arquitecto alemán (f 2004).
- 13 de junio: Raúl Borrás, político argentino, ministro de Defensa de Alfonsín (f. 1985).
- 14 de junio: Érika Krum, actriz colombiana (f. 2013).
- 20 de junio: Danny Aiello, actor estadounidense (f.2019).
- 20 de junio: Lazy Lester, músico estadounidense de blues (f. 2018).
- 22 de junio: Libor Pešek, director de orquesta y músico checo.(f.2022)
- 26 de junio: Claudio Abbado, director de orquesta y músico italiano (f. 2014).
- 27 de junio: Flor Vargas, actriz colombiana.

### Julio
- 6 de julio: Antonio Díaz-Miguel, entrenador de la selección española de baloncesto (f. 2000).
- 7 de julio: Herman Braun-Vega, pintor peruano (f. 2019).
- 7 de julio: Manuel López Ochoa, actor mexicano (f. 2011).
- 9 de julio: Oliver Sacks, neurólogo británico (f 2015).
- 18 de julio: R. Murray Schafer, compositor, educador musical y ambientalista canadiense.(f.2021)
- 22 de julio: Eric del Castillo, actor y director de cine y televisión mexicano.
- 27 de julio: Chris Lawrence, piloto de automovilismo británico (f. 2011).
- 31 de julio: Elise Cowen, poetisa estadounidense de la generación beat (f. 1962).
- 31 de julio: Cees Nooteboom, escritor neerlandés.

### Agosto
- 1 de agosto: António Osório, poeta portugués.(g.2021)
- 1 de agosto: Toni Negri, filósofo y pensador marxista italiano.(f.2023)
- 6 de agosto: Suchinda Krapayoon, militar tailandés.(f.2025)
- 7 de agosto: Lonnie Zamora, policía que presenció un encuentro cercano (f. 2009).
- 10 de agosto: Silvia Caos, actriz cubana-mexicana (f. 2006).
- 11 de agosto: Tamás Vásáry, pianista húngaro.
- 16 de agosto: Ricardo Blume, actor peruano (f. 2020).
- 18 de agosto: Roman Polański, cineasta polaco.
- 23 de agosto: Amparo Soler Leal, actriz española (f. 2013).
- 24 de agosto: Alberto Olmedo, actor y humorista argentino (f. 1988).
- 29 de agosto: Alan Stacey, piloto de automovilismo británico (f. 1960).
- 30 de agosto: Luis Bacalov (84), pianista, director de orquesta y compositor italiano nacido en Argentina (f. 2017); compuso la banda sonora de las películas El cartero (Oscar 1996) y Django Unchained.

### Septiembre
- 2 de septiembre: Norma Suiffet, poetisa uruguaya (f. 2013)
- 2 de septiembre: Rubén Ancho Peuchele, luchador profesional argentino (f. 2014).
- 3 de septiembre: Carlos Díaz Medina, político español, alcalde de Cádiz entre 1982 y 1994.(f.2024)
- 3 de septiembre: Franca Donda, fotógrafa y cineasta italiana (f. 2017).
- 6 de septiembre: Juliana-Luisa González Hurtado, investigadora española.
- 11 de septiembre: Alejandro Paternain, escritor uruguayo (f. 2004)
- 14 de septiembre: Waldo Chávez Velasco, abogado, escritor y periodista salvadoreño (f. 2005).
- 15 de septiembre: Rafael Frühbeck de Burgos, director de orquesta español (f. 2014).
- 15 de septiembre: Henry Darrow, actor estadounidense (f. 2021).
- 19 de septiembre: David McCallum, actor escocés.(f.2023)
- 27 de septiembre: Lina Medina, la madre más joven en dar a luz.
- 28 de septiembre: Miguel Ortiz Berrocal, escultor español (f. 2006).

### Octubre
- 1 de octubre: Pozzi Escot, compositora y teórica musical estadounidense de origen peruano.
- 5 de octubre: Carmen Salinas, actriz mexicana (f. 2021).
- 18 de octubre: Ludovico Scarfiotti, piloto de automovilismo italiano (f. 1968).
- 20 de octubre: Hilda Herrera, pianista y compositora argentina.
- 21 de octubre: Paco Gento, futbolista español (f. 2022).
- 26 de octubre: José Moreno, actor español (f. 2007).
- 27 de octubre: Michael H. Stone, psiquiatra estadounidense.(f.2023)

### Noviembre
- 1 de noviembre: Oswal, dibujante, docente y guionista argentino (f. 2015).
- 3 de noviembre: Amartya Sen, economista indio.
- 3 de noviembre: Jeremy Brett, actor británico (f. 1995).
- 3 de noviembre: Jaime Yavitz, actor, director de teatro, periodista y profesor uruguayo (f. 2016).
- 3 de noviembre: Michael Dukakis, político y candidato presidencial estadounidense.
- 8 de noviembre: Peter Arundell, piloto de automovilismo británico (f. 2009).
- 11 de noviembre: Jim Boyd, actor estadounidense (f. 2013).
- 11 de noviembre: Rosa Regàs, escritora española.(f.2024)
- 12 de noviembre: Mohamed Alí Seineldín, militar argentino (f. 2009).
- 14 de noviembre: Fred Haise, astronauta estadounidense.
- 28 de noviembre: Gladys Moreno, cantante boliviana (f. 2005).
- 29 de noviembre: Julio Alemán, actor mexicano (f. 2012).

### Diciembre

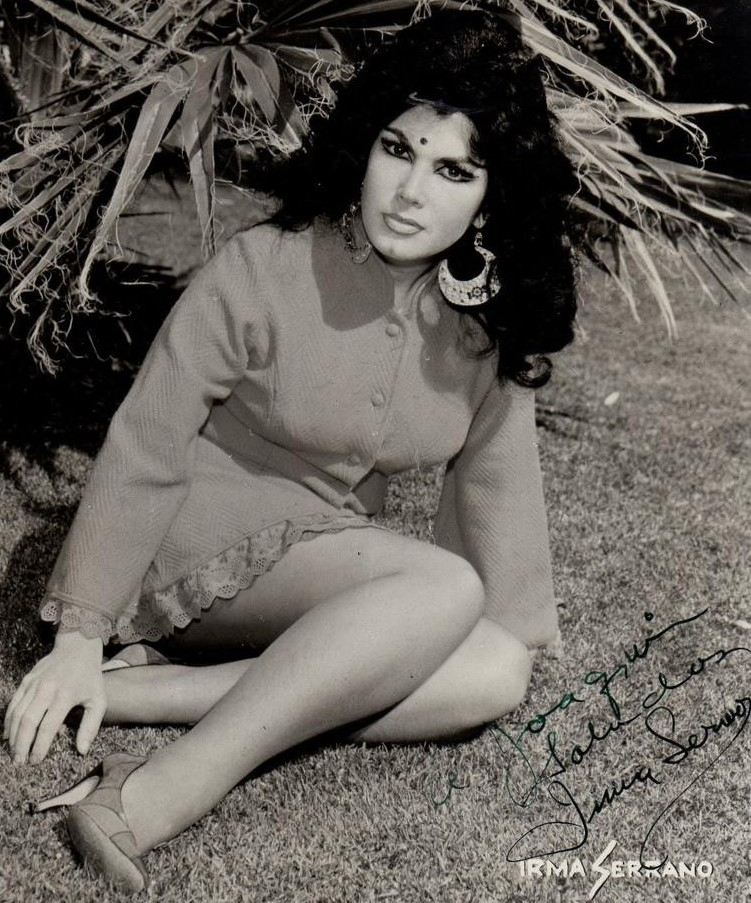
Irma Serrano

- 1 de diciembre: Gerhard Ludwig Goebel, teólogo alemán (f. 2006).
- 2 de diciembre: Guillermo Jiménez Morales, político mexicano.
- 9 de diciembre: Irma Serrano, cantante, actriz, vedette, política, empresaria y autora mexicana (f. 2023).
- 11 de diciembre: Gregorio Camacho, pintor venezolano (f. 2002).
- 14 de diciembre: Hisataka Okamoto, futbolista japonés.
- 21 de diciembre: Héctor Galmés, escritor, profesor y traductor uruguayo (f. 1985).
- 21 de diciembre: Bob Rafelson, cineasta estadounidense.(f.2022)
- 22 de diciembre: Abel Pacheco, presidente costarricense.
- 23 de diciembre: Akihito, emperador japonés.
- 25 de diciembre: Eva Dobiášová-Křížová, baloncestista olímpica y periodista deportiva checoslovaca (f. 2024).
- 27 de diciembre: José Sasía, futbolista uruguayo (f. 1996).

## Fallecimientos

### Enero
- 3 de enero: Jack Pickford, actor estadounidense (n. 1896).
- 3 de enero: Wilhelm Cuno, canciller alemán (n. 1876).
- 5 de enero: Calvin Coolidge, presidente estadounidense (n. 1872).
- 17 de enero: Louis Comfort Tiffany, artista y diseñador estadounidense (n. 1848).
- 31 de enero: John Galsworthy, novelista y dramaturgo británico, premio nobel de literatura en 1932 (n. 1867).

### Febrero
- 12 de febrero: Henri Duparc, compositor francés (n. 1848).

### Marzo
- 14 de marzo: Manuel Trujillo Durán, fotógrafo, cineasta y empresario venezolano (f. 1871).
- 31 de marzo: Baltasar Brum, presidente uruguayo (n. 1883).

### Abril
- 1 de abril: Salvador Rueda, periodista y poeta español.
- 29 de abril: Constantino Cavafis, poeta griego (n. 1863).
- 30 de abril: Luis Miguel Sánchez Cerro, presidente peruano (n. 1889).

### Mayo
- 6 de mayo: Li Ching-Yuen, supuesto policentenario (n. 1677).
- 12 de mayo: Eugeniu Botez, novelista rumano (n. 1877).
- 23 de mayo: José María Vargas Vila, escritor colombiano (n. 1860).

### Junio
- 3 de junio: Frank Jarvis, atleta estadounidense (n. 1878).
- 29 de junio: Roscoe Arbuckle, actor cómico estadounidense (n. 1887).

### Julio
- 3 de julio: Hipólito Yrigoyen, presidente argentino entre 1916 y 1922 y entre 1928 y 1930 (n. 1852).
- 14 de julio: Raymond Roussel, poeta, novelista y músico francés (n. 1877).

### Agosto
- 31 de agosto: Theodor Lessing (61), filósofo judío alemán (n. 1872).

### Septiembre
- 5 de septiembre: Francisco Acebal, escritor y periodista español (n. 1866).
- 7 de septiembre: Edward Grey, político británico (n. 1862).
- 17 de septiembre: José Eustaquio Machado, escritor venezolano (n. 1868).

### Octubre
- 17 de octubre: Fulgencio R. Moreno, periodista, economista, diplomático e historiador paraguayo (n. 1872).
- 29 de octubre: Paul Painlevé, matemático, ingeniero aeronáutico y político francés (n. 1863).

### Noviembre
- 7 de noviembre: John Chapman, sacerdote católico estadounidense (n. 1865).

### Diciembre
- 16 de diciembre: Robert William Chambers, escritor estadounidense (n. 1865).
- 21 de diciembreː Dora Montefiore, sufragista, socialista, poeta, y biógrafa de origen anglo-australiano (n.1851)

### Fechas desconocidas
- Juan Bautista Aznar-Cabañas, marino y político español, presidente del Consejo de Ministros de España (n. 1860).
- Jaume Bofill, escritor, poeta y político español (n. 1878).
- Juan Bautista Señorans, fisiólogo, toxicólogo y gastroenterólogo argentino (n. 1859).

## Arte y literatura
- Federico García Lorca: Bodas de sangre.
- Diego Rivera: El hombre en el cruce de caminos.
- Agatha Christie: La muerte de Lord Edgware, El podenco de la muerte y otras historias.

## Ciencia y tecnología
- Enrico Fermi: Teoría de la relatividad beta.
- Calculador astronómico IBM.

## Deporte
- Primera División de Argentina: San Lorenzo de Almagro campeón (1.º Título profesional).
- Campeonato Uruguayo de Fútbol: Nacional se consagra campeón por 12.ª vez.
- El Alianza Lima de Perú consigue el primer tricampeonato en la liga peruana de fútbol.
- Los Pittsburgh Steelers, equipo de la NFL de los Estados Unidos, son establecidos.
- Primer campeonato profesional de la liga chilena de fútbol, la cual la ganaría el mítico Club Deportivo Magallanes

## Cine
- La amargura del General Yen (The Bitter Tea of General Yen), de Frank Capra.
- Cabalgata (Cavalcade), de Frank Lloyd.
- La calle 42 (Forty-Second Street), de Lloyd Bacon.
- El Compadre Mendoza de Fernando de Fuentes (México). Segunda película de la trilogía revolucionaria de Fernando de Fuentes, que en 1994 fue ubicada en el lugar 3 de la lista de las mejores películas mexicanas de todos los tiempos de la revista Somos hecha por 25 críticos y especialistas del cine mexicano.
- Mujercitas/Las cuatro hermanitas (Little women), de George Cukor.
- Extasis (película) (Extase), de Gustav Machatý.
- El hombre invisible (The Invisible Man), de James Whale.
- King Kong (Kong Kong), Ernest B. Schoedsack y Merian C. Cooper (Estados Unidos).
- No soy ángel (I’m No Angel), de Wesley Ruggles.
- La reina Cristina de Suecia (Queen Christina), de Rouben Mamoulian (con Greta Garbo).
- Sopa de ganso (Duck Soup), de Leo McCarey (con los hermanos Marx).
- El testamento del Dr. Mabuse (Das Testament des Dr. Mabuse), de Fritz Lang.
- Una mujer para dos (Desing for living), de Ernst Lubitsch.
- La vida privada de Enrique VIII (The Private Life of Henry VIII), de Alexander Korda.
- Volando hacia Río Janeiro (Flying Down to Rio), de Thornton Freeland (con Fred Astaire y Ginger Rogers).

## Premios Nobel
- Física: Erwin Schrödinger, Paul Adrien Maurice Dirac
- Química: 1/3 destinado al Fondo Principal y 2/3 al Fondo Especial de esta sección del premio.
- Medicina: Thomas Hunt Morgan
- Literatura: Iván Bunin
- Paz: Sir Norman Angell (Ralph Lane)